# Sapna (Čaglin)
Sapna is een plaats in de gemeente Čaglin in de Kroatische provincie Požega-Slavonië. De plaats telt 90 inwoners (2001).